# UBIAD1
UbiA пренилтрансферазный домен-содержащий белок 1 (англ. UbiA prenyltransferase domain-containing protein 1) — фермент человека, кодируемый геном UBIAD1 на первой хромосоме.
UBIAD1 предположительно участвует в метаболизме холестерола.
Ген UBIAD1 исключительно эволюционно-консервативен: он почти на 100 % совпадает у всех позвоночных, человеческий UBIAD1 даже во многом гомологичен подобному гену насекомых. Ген бактерии E. coli под названием UbiA уже значительно отличается от человеческого, но тем не менее их последовательности удобно «перекрываются». Ортолог гена UBIAD1 у дрозофилы называется heixuedian (heix).

## Клиническое значение
Мутации гена UBIAD1 вызывают роговичную дистрофию Шнайдера.

## Альтернативные названия
- Транзиторный белок эпителиальной реакции, 1 — англ. Transitional epithelial response protein 1, TERE1